# Forge of Empires
Forge of Empires (zkratka FoE) je strategická online multiplayerová počítačová hra, kterou vyvinula německá společnost InnoGames.
Jejím cílem je projít veškerá období vývoje lidské civilizace od doby kamenné přes dobu železnou, středověk a moderní dějiny včetně kolonizaci planet a jejich měsíců, až do éry Osídlovaní Titanu. Hráč postupně dobývá světové kontinenty, zkoumá dobové technologie, buduje a vyvíjí své město, vyrábí zboží a staví velkolepé budovy, založené na skutečně existujících či již zničených historických nebo ještě nepostavených stavbách. Ve hře je zásadní politika, vzájemná koordinace a komunikace mezi skupinami hráčů, které se nazývají cechy. Hra běží v reálném čase, pouze bitvy s protihráči (např. sousedi) nebo NPC (např. Mapa území, CE) probíhají formou tahů.
Forge of Empires funguje na principu takzvaného free-to-play modelu. Hra je v základní verzi zdarma, ovšem hráči mohou skrze mikrotransakce urychlovat postup hrou nákupem diamantů, nebo jiných prémiových platidel a zdrojů.

## Historie
Hra byla spuštěna v roce 2012 a ve stejném roce byla spuštěna i česká verze. Již na konci roku registrovala celkem pět milionů hráčů z celého světa a byla také díky svému ojedinělému bojovému systému nominována na European Games Awards, další rok pak na MMO Awards 2013. V současnosti[kdy?] má hra 25 jazykových verzí a veřejný mezinárodní betaserver.
V každé jazykové verzi může fungovat více světů. Na jedné IP adrese může být i více účtů, ale musí se to nahlásit (že hraje např. i rodinný příslušník), protože každý hráč má povoleno mít jen jeden účet na každém serveru. Toto pravidlo bylo zavedeno, aby jeden hráč nepomáhal sám sobě, ale bývá poměrně často porušováno. Tyto světy spolu v rámci jedné jazykové verze sdílí prémiovou placenou měnu – diamanty.

### FoE v Česku
V Česku je v současnosti 8 herních světů
- Arvahall (od 22. května 2012, 25800 zaregistrovaných hráčů, kteří uhráli nad 20000 bodů (dále jen hráčů), z toho 7700 aktivních[1])
- Brisgard (od 4. července 2012[2], 23800 hráčů, z toho 7200 aktivních[3])
- Cirgard (od 20. srpna 2012[4], 23200 hráčů, z toho 7250 aktivních[5])
- Dinegu (od 21. ledna 2013[6], 22600 hráčů, z toho 7200 aktivních[7])
- East-Nagach (od 12. listopadu 2015[8], 21500 hráčů, z toho 7000 aktivních [9])
- Fel Dranghyr (od 3. července 2018, 16900 hráčů)
- Greifental (od 16. října 2019, 13200 hráčů)
- Houndsmoor (od 11. října 2021, 7700 hráčů)

### Placená měna
Ve hře také existuje placená měna – tzv. diamanty. Lze je získat přímou koupí ve hře za koruny české. Dalším způsobem, jak tuto prémiovou měnu získat je možnost vyhrát ji v nějaké z akcí, které jsou velmi často ve hře pořádány (CE, CB, PvP,...) anebo diamanty získat v nějakém úkolu.
Pokud si vytvoříte nové město, dostanete v jednom z prvních úkolů 100 diamantů, za které však musíte ihned koupit jednu z budov, která stojí právě tuto částku – úkol nelze přeskočit. Po registraci emailem nebo jiným online prostředkem (Google, Apple nebo Facebook účet aj.) dostanete dalších 50 diamantů. Dříve vám bylo při zřízení města přidáno několik stovek diamantů, nyní to však již hra nedělá.
Na beta serveru však všichni hráči dostanou při začátku každé akce 1000-1500 diamantů, zřejmě aby mohli dostatečně otestovat novou akci a poskytnou zpětnou vazbu vydavateli hry, což však není povinné.

## Dočasné herní akce a eventy

### Cechovní Expedice (CE)
Cechovní Expedice jsou kooperativní minihrou, ve které se s vašimi spolucechovníky budete snažit dostat se do co nejvyšší úrovně a zvýšit tak i sílu cechu. Hrát expedice je možné na všech zařízeních, ale pouze pro cechy s 3 a více hráči.
Expedice začíná každé úterý v 8:00 a trvá 6 dnů. Každý hráč, který v okamžiku začátku expedice dosáhl Doby železné a je členem cechu, se může současné expedice zúčastnit. Tzn., že když hráč cech založí nebo se do nějakého přidá, musí počkat do nejbližšího úterý, aby se mohl expedice zúčastnit. Do expedice se dostanete z hlavního menu vlevo dole.
CE má v současném stavu 5 úrovní, pro boje v prvních 4. úrovních se využívají bojové bonusy, kdežto v 5. úrovni se používají hráčovy obranné bonusy. Každé kolo je postupně těžší a protivníci mají vyšší hodnoty obrany. Pokud hráč nemá dostatečný bonus k útoku a obraně, nebo má málo vojáků, může v cechovní expedici vyjednávat, spousta hráčů ale tuto možnost nepreferuje, kvůli časové náročnosti.

### Cechovní Bitvy (CB)
Cechovní bitvy jsou funkce, která umožňuje cechům porovnat své dovednosti v bitvě, strategii a síle s ostatními cechy na mapě bojiště. Existují dvě různé mapy bojišť s různými výzvami a odměnami, na kterých se zúčastněné cechy mohou navzájem vyzývat a získávat osobní i cechovní odměny a také cechovní body síly. Každé kolo CB trvá 11 dní následované 3denní pauzou. Každé kolo začíná v lichý čtvrtek v 8:00. 
Cechy se shodují podle lig a cechy bojují o provincie na jedné z map bojišť. Každá provincie poskytne cechu, který ji vlastní každou hodinu určitý počet vítězných bodů. Počet vítězných bodů rozhoduje o konečném umístění na bojišti a v závislosti na výkonu vašeho cechu se může v systému ligy pohybovat nahoru nebo dolů. Posun nahoru znamená, že bitvy budou ještě náročnější, protože váš cech bude čelit více konkurenčním soupeřům, jak se rozroste, ale také poskytne ještě lepší odměny jak členům cechu, tak cechu. Nově také celkový počet získaných bodů vítězství za sezonu určuje dočasné pořadí cechu v žebříčku, cech s nejvíce body po konci turnaje (6 kol CB) vyhrává mistrovství, a tento úspěch se mu připisuje do žebříčku.

### Kvantové Invaze (KI)
Kvantové invaze jsou nejnovější akcí ve Forge of Empires. Tato funkce se týká cechů, týmové spolupráce a strategie při společném postupu ke společnému cíli. V kvantových invazích si váš cech prorazí cestu různými nepřátelskými střetnutími na kvantové mapě, aby získal odměny. A nezanedbatelný výstup až na samotný vrchol kvantového žebříčku.
Každé kolo KI začíná sudý čtvrtek v 8:00, střídá se tedy se začátkem Cechovních bitev. Stejně jako v případě CB, i KI trvají pouze 11 dní následovaných 3denní pauzou. Začátek KI byl provázen jistou kontroverzností ze strany hráčů kvůli zrušení předchozí funkce Cech versus Cech, která byla ovšem pouze pro PC uživatele. Též kvůli nemálo častým chybám které se v nové funkci vyskytují.

### Eventy a jiné nepravidelné akce
Eventy jsou akce, které nemají cyklickou dobu trvání, tj. mohou se opakovat každý rok, ale v jiném pořadí a čase. První event byl Halloweenský, již v roce 2012, od té doby vzniklo mnoho jiných eventů a výzev, které mohou být jednorázové (Rivalské výzvy) nebo opakující se každý rok.
Nejdříve se opakovaly stejné typy eventů každý rok, pouze s novými odměnami - Valentýnský, Velikonoční, Letní, Halloweenský a Zimní event doplněné speciálními eventy jako Fotbalový pohár nebo Archeologický event, které se však převážně neopakovaly pravidelně každý rok. Postupně přibyly další a další eventy, které se opakují každý rok - Forge Bowl, event Sv. Patrika a Podzimní event. Největší oblíbenosti hráčů si však stále drží speciální eventy - Výroční event, událost Společenstva a event Divočina. Probíhají diskuze o novém nadcházejícím historickém speciálním eventu.

## Volitelné herní akce a eventy

### Kulturní Osady
Jednou z hlavních myšlenek osad je prozkoumat kultury lidské minulosti v různých dobách Forge of Empires. Hlavní dějová linie hry je již o mnoho dál, proto jsme přišli s novým způsobem, jak prozkoumat a poznat bohaté kultury naší historie.
Tyto vesnice jsou odděleny od vašeho hlavního města, tematicky podle kultury, kterou hráč zvolí. Aktivní může být pouze jedna kulturní osada, může být ale hrána opakovaně.
Různé osady jsou odemykány pro hraní postupně jak pokračujeme ve výzkumu technologií, první odemykající se v době Železné a poslední v Koloniální době. 
Seznam osad podle postupu ve výzkumu: Kulturní osada Vikingů, feudálního Japonska, Starověkého Egypta - Doba železná. Osada Polynésie - Vrcholný středověk. Osada Mughalské říše - Pozdní středověk. Osada Aztéků - Koloniální doba.

### PvP Aréna
PvP Aréna je bitevní funkce pro všechny hráče serveru, kteří soutěží a každý týden a měsíc ukazují svůj postup v boji proti ostatním hráčům stejného serveru. Byla vytvořena, aby našim hráčům poskytla smysluplnější a konkurenceschopnější zážitek. Zahrnuje zcela novou budovu přístupnou mimo město a nové okno s exkluzivními informacemi o nové funkčnosti PvP. Kromě toho obsahuje aréna také odměny, vlastní bitevní záznamy o předchozích konfrontacích a vyhrazené hodnotící okno.
PvP Aréna je povětšinou nediskutovanou součástí hry, pomocí pokusů které se připisují po jednom každé 2 hodiny lze zaútočit na hráče o dobu níže, o dobu výše, nebo na hráče ve stejné době. Výše získaných bodů roste podle obranného bonusu volitelné armády soupeře, a podle éry, ve které se nachází, kontroverzní situací je, že když hráč dosáhne nejvyšší doby (Osidlování Titanu), nemůže dostat soupeře z vyšší éry, takže je místo něj dosazena nehráčská postava, která má ovšem často malé obranné bonusy a uděluje při výhře málo bodů.